# (37582) Faraday
(37582) Faraday ist ein Asteroid des Hauptgürtels, der am 12. Oktober 1990 von den deutschen Astronomen Freimut Börngen und Lutz D. Schmadel an der Thüringer Landessternwarte Tautenburg (IAU-Code 033) im Tautenburger Wald in Thüringen entdeckt wurde.
Benannt wurde er am 26. Mai 2002 nach dem englischen Naturforscher und Experimentalphysiker Michael Faraday (1791–1867), der sich zwischen 1815 und 1821 zum führenden chemischen Analytiker entwickelte und der ab 1832 zahlreiche Entdeckungen im Zusammenhang mit Elektromagnetismus und Elektrostatik machte, deren bekanntestes Ergebnis der nach ihm benannte Faradaysche Käfig ist.